# 桂保和
桂 保和（かつら やすかず）は、戦国時代から江戸時代初期にかけての武将。毛利氏、平賀氏の家臣。父は桂広澄。兄に桂元澄、桂元忠、桂就延。子に桂元保。初名は元和。

## 生涯
毛利氏庶流の重臣である桂広澄の四男として生まれ、初めは元和と名乗った。
初めは毛利元就に仕えたが、大永4年（1524年）の「相合殿事件」で毛利氏有力家臣である渡辺勝、坂広秀らが元就の異母弟である相合元綱を擁立しようとして相合元綱共々誅殺されており、父の広澄も事件に関与して自害することとなった。
長兄の桂元澄は元就の意向によって助けられて家督を相続しているが、渡辺勝の子である渡辺通は備後国の山内直通のもとに逃れており、保和と坂保良（坂元祐）は坂広明の娘が平賀弘保に嫁いでいる縁を頼ってか平賀氏に仕えた。その後、弘保から「保」の偏諱を受けて保和と改名している。
天文18年（1549年）8月21日には弘保から20貫文の知行を与えられた。
天文22年（1553年）4月3日に備後国三谿郡の旗返城主・江田隆連が大内氏から離反して尼子晴久に属すると、毛利元就は毛利隆元、吉川元春、小早川隆景をはじめとして、宍戸隆家、平賀広相、湯浅元宗、和智誠春ら安芸・備後の国人を率い、旗返城の属城で祝甲斐守・治部大輔父子が守る高杉城攻めに着手。同年7月23日には祝甲斐守父子を討ち取って、高杉城を陥落させた。この時の戦いで保和は平賀広相に従って武功を挙げ、同年9月20日に広相から感状を与えられている。
天文23年（1554年）5月11日、毛利氏が陶晴賢との断交と挙兵の覚悟を平賀広相に伝えた書状は、保和と坂保良（坂元祐）によって平賀広相に披露されている。
天文24年（1555年）10月1日の厳島の戦いでは平賀広相に従って保和も参戦し、敵の首級を3つ得た。
また、厳島の戦い後は引き続き平賀広相に従って防長経略にも従軍し、同年10月27日、杉隆泰が守る周防国玖珂郡の鞍掛山城攻め（鞍掛合戦）において保和は首級2つを得る武功を挙げ、翌10月28日に玖珂郡伊賀地の高山寺嶽に籠もる一揆勢との戦いで保和は敵兵の首級1つを得ている。
同年閏10月1日、厳島の戦い以降の保和の武功に対し、広相から感状を与えられた。
弘治2年（1556年）4月の周防国熊毛郡三井村における陶軍との戦いにおいて、保和の被官である宍戸三郎左衛門尉が敵1人を討ち取っており、同年4月22日に平賀広相から感状を与えられた。
その後、保和は毛利氏からも所領を与えられるなど、平賀氏と毛利氏に両属的関係を維持していたが、慶長5年（1600年）の関ヶ原の戦い以後は毛利氏に帰参した。
没年は不明。嫡男の桂元保が後を継いだ。